# Vương quốc Đức

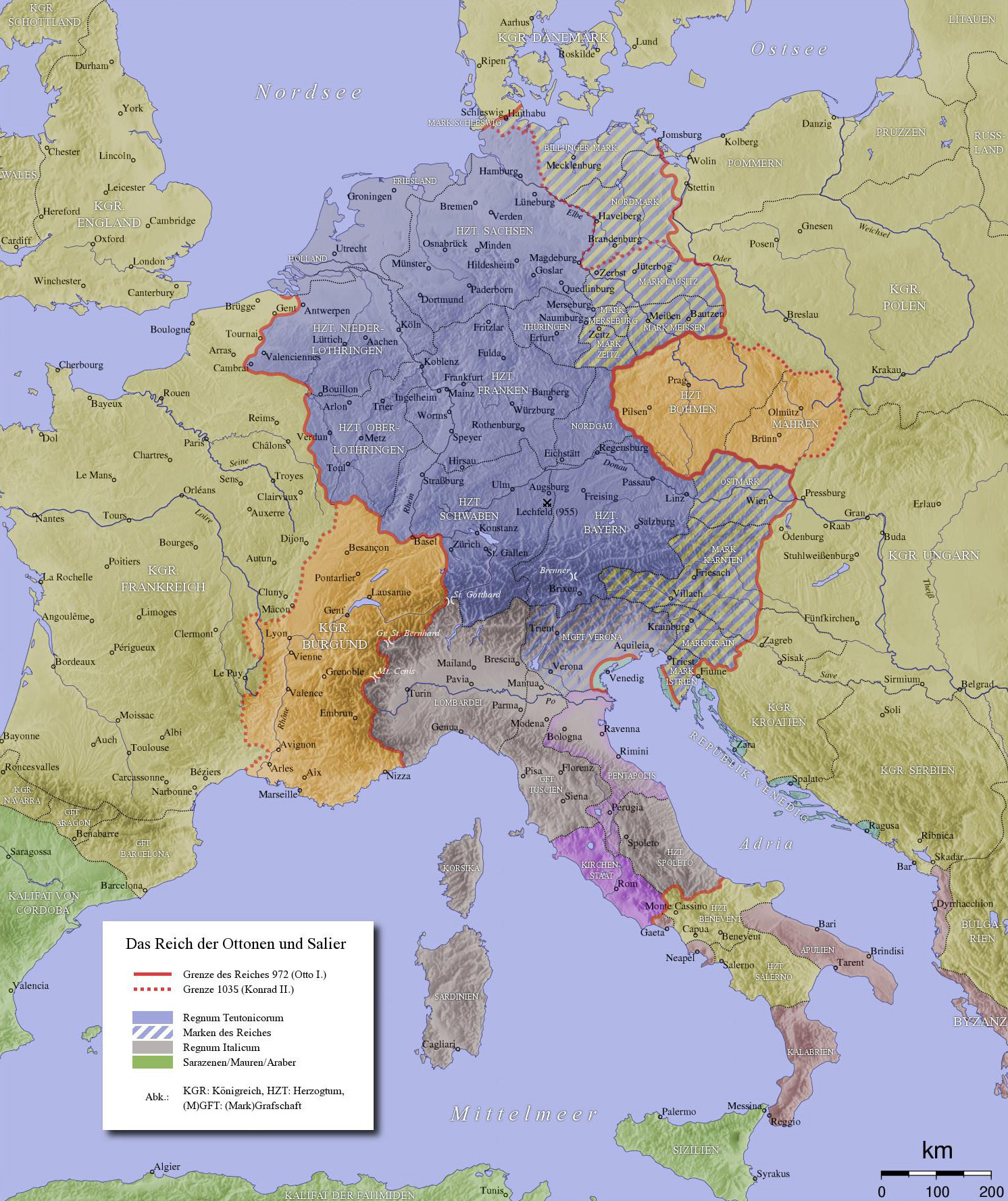
Bản đồ vương quốc dưới thời Otto Đại đế năm 972 (màu xanh đậm), và phần lãnh thổ mở rộng đến thời Conrad the Salian.

Vương quốc Đức (tiếng Latin: Regnum Teutonicum) là một cựu vương quốc châu Âu, đã phát triển lãnh thổ của mình vượt ra khỏi nửa phía đông của Đế chế Carolingian cũ.

## Lịch sử
Cũng như nước Anh và Pháp thời Trung cổ, vương quốc này đã khởi đầu như là "một khối liên minh, một tập hợp của một số dân tộc và vương quốc đã từng độc lập và riêng biệt" ("a conglomerate, an assemblage of a number of once separate and independent... gentes [peoples] and regna [kingdoms]").
Đông Frank (Ostfrankenreich) được thành lập bởi Hiệp ước Verdun vào năm 843, và được cai trị bởi Triều đại Karolinger cho đến 911, sau đó vương quyền được lựa chọn. Các đại cử tri đầu tiên là những người cai trị các công quốc gốc, những người thường chọn một trong những người của mình. Sau năm 962, khi Otto I lên ngôi hoàng đế, vương quốc Đức hình thành phần lớn của đế quốc La Mã Thần thánh, mà còn bao gồm vương quốc Ý (Regnum Italicum) (sau 951), Bohemia (sau 1004) và Bourgogne (sau 1032).